# Граце
Граце (алб. Gracë) насеље је у општини Вучитрн на Косову и Метохији. Према попису становништва на Косову 2011. године, село је имало 1.736 становника 

## Географија
Село је на подножју Копаоника, у долини потока Косковика, на 3,5 km источно-југоисточно од ушћа Лаба у Ситницу. Збијеног је типа. Дели се на Горњу Махалу (на истоку), Доњу махалу (на западу) и на део села на југоисточној страни који се у Горњој и Доњој махали зове Отуд Потока. Тај део села је постао 1923-1925. премештањем неких кућа из Горње и Доње махале.

## Историја
Село је било чифлик и на њему се становништво смењивало, но и поред тога се задржала два стариначка или врло стараог досељеничког рода. На месту Љигате крај Лаба било је старо сеоско гробље са црквом и у том су се гробљу укопавали и преци тих старинаца и других старијих досељеника. По доласку мухаџира нису се смели више ту укопавати, јер су мухаџири изоравање додељене ледине проширили и на то њихово гробље. Међу чифчијама је последњих деценија турске владавине било доста Албанаца, више старијих досељеника но мухаџира. Сви су се иселили у Турску 1914.

## Порекло становништва по родовима
Српски родови
- Живићи (2 к. Св. Василије), старинци.
- Вучовић (20 к. Св. Василије), старинци.
- Настовићи (7 к. Св. Никола). Стари су досељеници од Гусиња.
- Ђорђевићи (14 к. Св. Василије). Преселили се из Самодреже око 1820. Појасеви су им 1935. од пресељења били: Станко, Живко, Ђока, Трајко (60 година).

Српски родови
- Пајовић (1 к.). Досељен 1925. из Топлице на куповицу. Даља старина му је у Бањској (Рашка).
- Томић (1 к.). Досељен као колониста 1920. из Тулара у Јабланици.
- Станишковић (3 к, Св. Василије). Доселили у Лабу. Даљу старину наводе у лесковачком крају.

## Демографија
| Демографија | Демографија | Демографија |
| Година      | Становника  | Становника  |
| ----------- | ----------- | ----------- |
| 1948.       | 480         |             |
| 1953.       | 569         |             |
| 1961.       | 587         |             |
| 1971.       | 723         |             |
| 1981.       | 540         |             |
| 1991.       | 574         |             |
| 2011.       | 424         |             |

### Становништво по националности
| Националност     | Број | %     |
| Албанци          | 273  | 64.37 |
| Срби             | 150  | 35.38 |
| Непознато/Остало |      |       |

Према попису из 2011. године, Албанци чине 64,37% популације, а Срби 35,38.